# Amphialos (Sohn des Polyneos)
Amphialos (altgriechisch Ἀμφίαλος Amphíalos) ist eine Person der griechischen Mythologie.
Er ist in der Odyssee des Homer einer der Phaiaken, die an einem Agon zu Ehren des Odysseus teilnehmen. Nachdem Odysseus an der Küste Scherias landet, wird ihm von Alkinoos und Arete versprochen, ihn nach Ithaka zurückzubringen. Zuvor wird ihm zu Ehren ein Agon veranstaltet, an dem neben Amphialos Akroneos, Okyalos, Elatreus, Nauteus, Prymneus, Anchialos, Eretmeus, Anabesineos, Ponteus, Thoon, Euryalos, Naubolides und schließlich die drei Söhne des Alkinoos Laodamas, Halios und Klytoneos teilnehmen. Er wird als Sohn des Polyneos und Enkel des Tekton vorgestellt, aus den Wettkämpfen geht er als Sieger im Weitsprung hervor.